# Philip Boit
Philip Kimely Boit (meist kurz Philip Boit, manchmal Phillip Boit; * 12. Dezember 1971 in Eldoret, Kenia) ist ein ehemaliger Skilangläufer. Er nahm als erster Kenianer überhaupt an Olympischen Winterspielen teil, insgesamt dreimal, und besitzt damit eine Ausnahmestellung als Pionier.

## Leben
Boit wuchs in der kenianischen Großstadt Eldoret auf. Sein Onkel Mike Boit gewann als Weltklasseathlet bei den Olympischen Spielen 1972 in München Bronze über 800 Meter. Ihn als Vorbild wurde Philip ebenfalls Leistungssportler über 800 Meter. Er erreichte mit 1:46,7 Minuten eine Bestleistung auf international hohem Niveau, jedoch nicht die Weltspitze. Als der US-amerikanische Sportartikel-Hersteller Nike Kenianer für den Skilanglauf suchte, sagte Boit zu, obwohl er in seinem Leben nie Schnee gesehen hatte. Beim ersten Training 1996 in Finnland erlitt er Erfrierungen und hatte in der Folgezeit mehrere Trainingsunfälle, blieb dem Marketing-Projekt aber treu. Nike dokumentierte das Training genau und veröffentlichte Aufnahmen. Der gezielte Aufbau eines Sportlers durch eine Firma führte später zu Diskussionen um den kommerziellen Einfluss auf den Sport.
Bei seiner ersten Olympiateilnahme 1998 in Nagano startete er als Außenseiter über 10 km und erreichte das Ziel als 92. und Letzter mit über 20 Minuten Rückstand und acht Minuten nach dem Vorletzten. Sieger Bjørn Dæhlie wartete im Zielbereich, um ihm als einer der Ersten zu gratulieren und zum Weitermachen zu ermuntern. In der Folge erhielt Boit Werbeverträge und Einladungen zu Talkshows. 1999 nahm er als erster Afrikaner an einer Skiweltmeisterschaft teil.
Zu den Olympischen Spielen 2002 reiste er mit mehr Ambitionen und wollte nicht Letzter werden. Das gelang ihm auch als 64. von 69 Startern im Sprint. Bei seiner dritten Olympiateilnahme 2006 in Turin war er Fahnenträger der kenianischen Mannschaft und zugleich ihr einziges Mitglied. Sein Ziel, bester Läufer außerhalb der klassischen Wintersport-Länder zu werden, vereitelte Robel Teklemariam aus Äthiopien, der als 83. im 15-km-Langlauf acht Ränge vor ihm lag.
Philip Boit gab seinen Sohn den Vornamen Daehlie. Mit dem norwegischen Ausnahmeathleten verbindet ihn bis heute eine tiefe Freundschaft. Auch der Name seiner zweitjüngsten Tochter Olympia wurde vom Sport inspiriert. Er betrachtet es als seine Aufgabe, seinen Landsleuten Wintersport nahe zu bringen.

## Erfolge

### Olympische Winterspiele
- Nagano 1998: 92. 10 km klassisch
- Salt Lake City 2002: 64. Sprint
- Turin 2006: 91. 15 km klassisch

### Weltmeisterschaften
- Ramsau 1999: 92. 10 km klassisch
- Sapporo 2007: 78. Sprint, 111. 15 km Freistil, DNF 30 km Verfolgung
- Liberec 2009: 131. Sprint, DNF 30 km Verfolgung
- Oslo 2011: 78. 30 km Verfolgung, 108. 15 km klassisch, 118. Sprint

## Zitate
„Ich bin stolz darauf, ein Pionier zu sein. Auch wenn ich nicht gewinnen kann, ist meine Teilnahme ein Gewinn. Für mich – und für mein Land.“

„Beruhige dich, Philip, das ist nur Schnee.“

## Filme
- 1999 Olympic Glory (Dokumentation)